# Nüwa
Nüwa (ook Nü Wa of Nü Gua) is een figuur uit de Chinese mythologie. Zij wordt beschouwd als een van de Drie Verhevenen. Dat waren cultuurhelden die volgens de traditie de bevolking stapsgewijs elementen van de Chinese beschaving hebben bijgebracht.
Nüwa wordt vaak afgebeeld met Fuxi, haar echtgenoot en/of haar broer. Zij vormen dan twee twee figuren met een menselijk bovenlichaam en de onderlichamen van slangen die in elkaar gekronkeld zijn. Vaak houden ze een passer en een winkelhaak in hun handen.

## Galerij

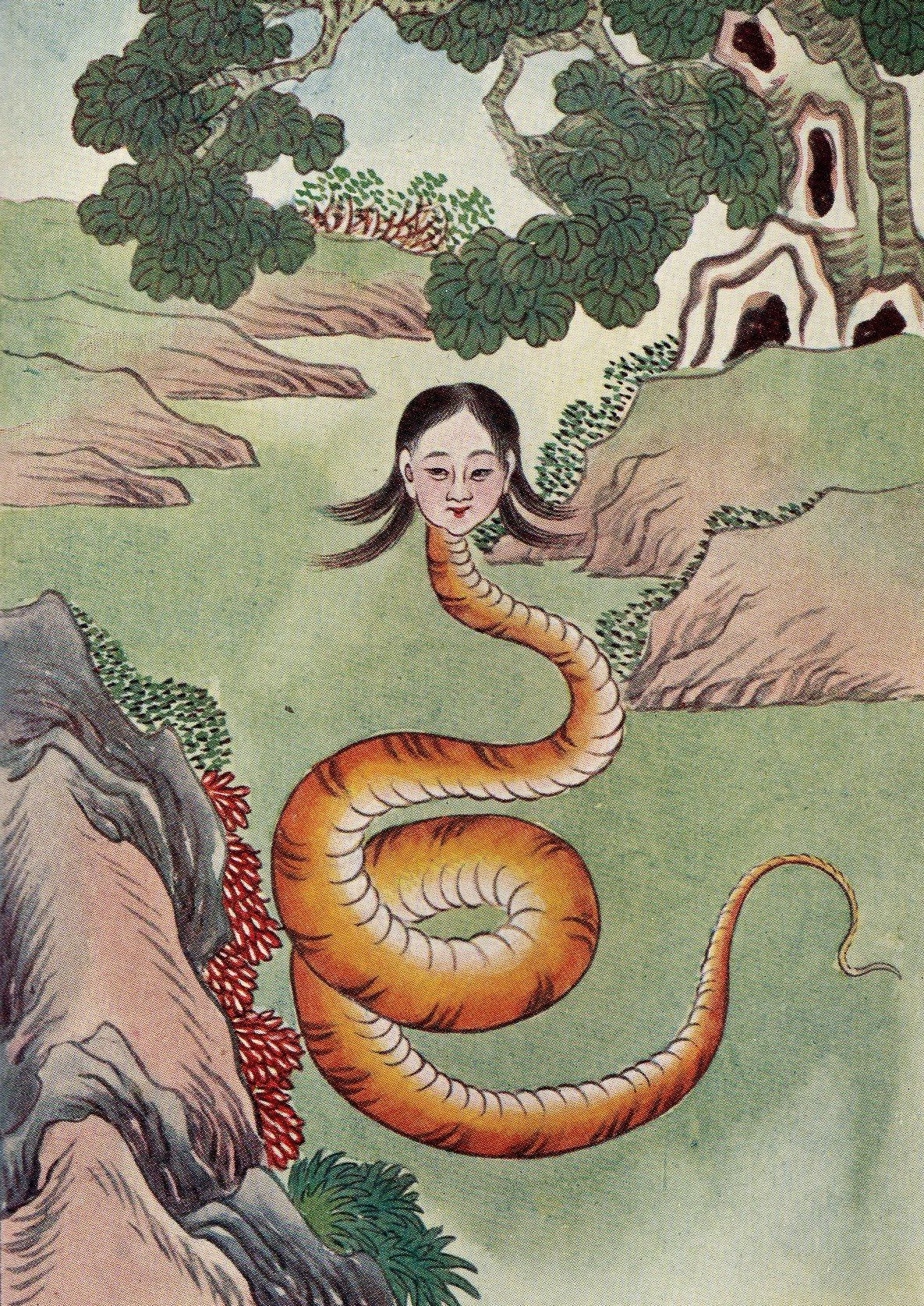
Nüwa
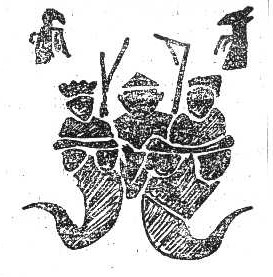
Nüwa en Fuxi en een ongeïdentificeerd derde figuur
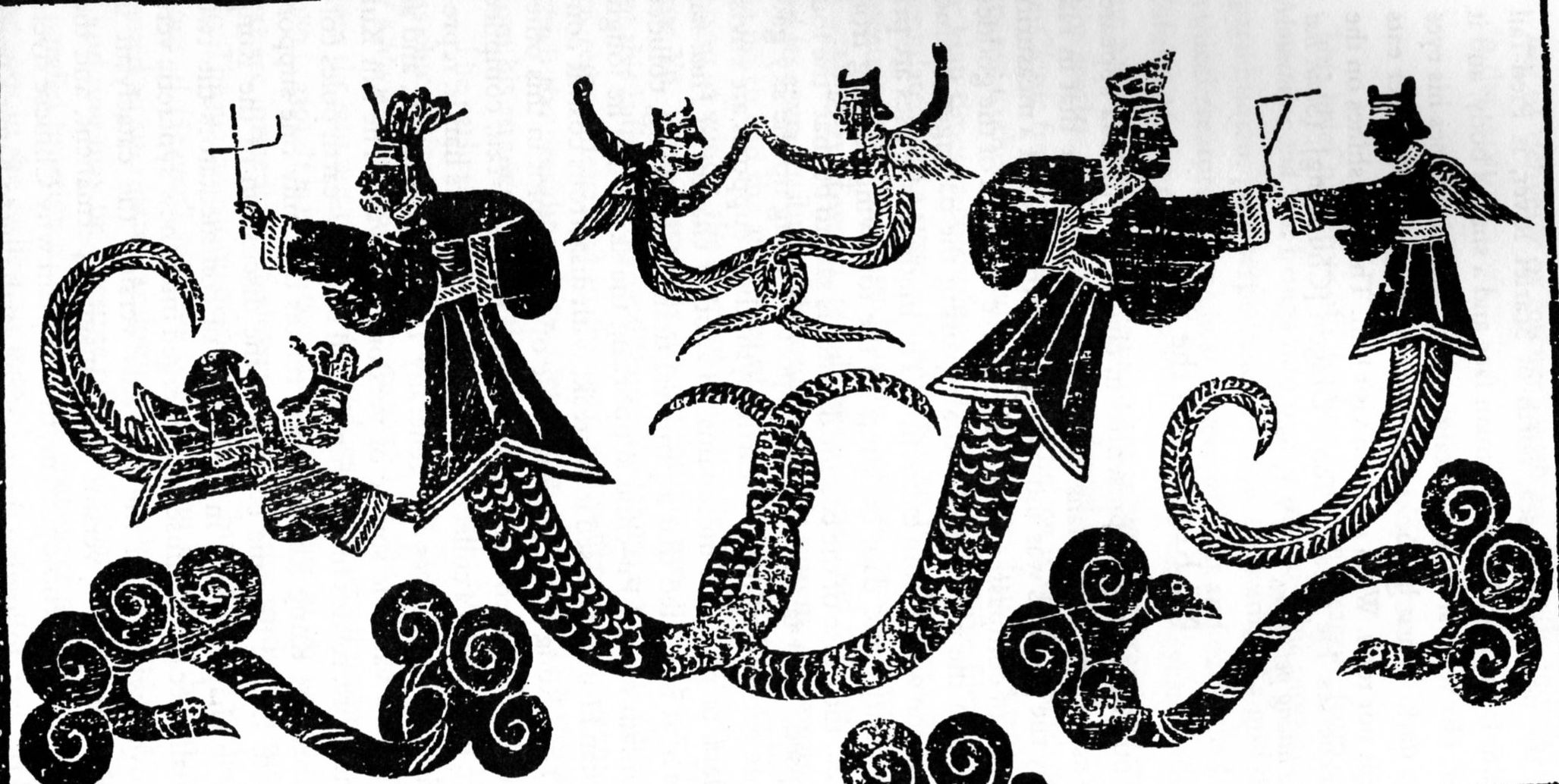
Nüwa en Fuxi
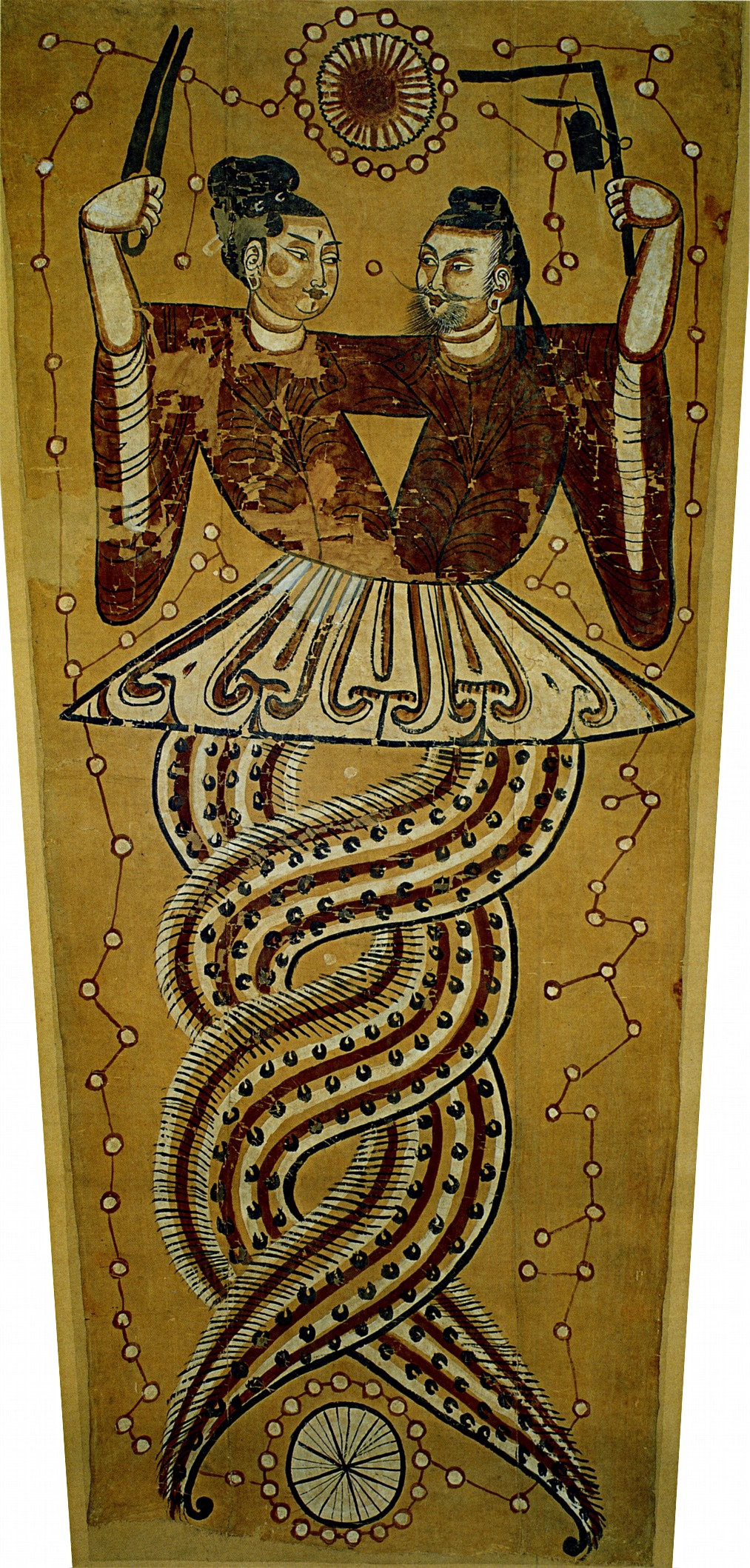
Nüwa en Fuxi
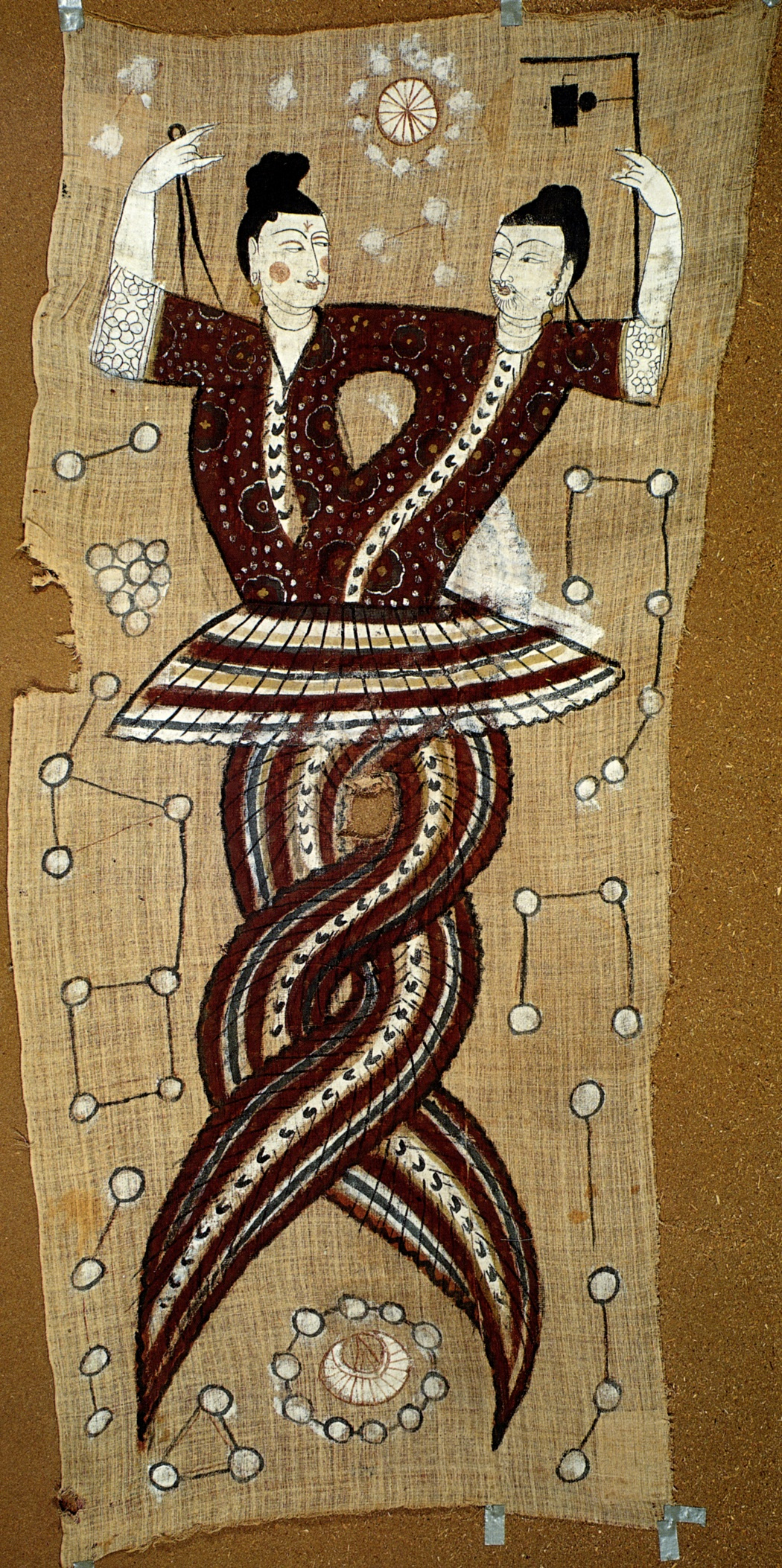
Nüwa en Fuxi